# Canton de Lons-le-Saunier-Sud
Le canton de Lons-le-Saunier-Sud est une ancienne division administrative française, située dans le département du Jura et la région Franche-Comté.

## Administration
| Période | Période      | Identité         | Étiquette | Qualité                                                                                                   |
| ------- | ------------ | ---------------- | --------- | --- |
| 1973    | 1982         | Henri Auger      | PCF       | Professeur - Maire de Lons-le-Saunier (1977-1989)                                                         |
| 1982    | 1991 (décès) | Serge Elvézi     | PS        | Conseiller municipal de Lons-le-Saunier                                                                   |
| 1992    | 2008         | Pierre Bénichou  | UDF       | Médecin anesthésiste Adjoint au maire de Lons-le-Saunier Vice-Président du Conseil général                |
| 2008    | 2015         | Christophe Perny | PS        | Commercial Conseiller municipal de Lons-le-Saunier jusqu'en 2014 Président du Conseil général (2011-2015) |

## Composition
Le canton de Lons-le-Saunier-Sud se composait d’une fraction de la commune de Lons-le-Saunier et de onze autres communes. Il comptait 14 748 habitants (population municipale) au 1er janvier 2012.
| Nom                         | Code Insee | Intercommunalité                           | Population (dernière pop. légale)              |
| --------------------------- | ---------- | ------------------------------------------ | ---------------------------------------------- |
| Lons-le-Saunier (chef-lieu) | 39300      | CA Espace communautaire Lons Agglomération | Fraction : 9 653(2012) Commune : 17 311 (2014) |
| Bornay                      | 39066      | CA Espace communautaire Lons Agglomération | 169 (2014)                                     |
| Chilly-le-Vignoble          | 39146      | CA Espace communautaire Lons Agglomération | 660 (2014)                                     |
| Courbouzon                  | 39169      | CA Espace communautaire Lons Agglomération | 582 (2014)                                     |
| Frébuans                    | 39241      | CA Espace communautaire Lons Agglomération | 388 (2014)                                     |
| Geruge                      | 39250      | CA Espace communautaire Lons Agglomération | 167 (2014)                                     |
| Gevingey                    | 39251      | CA Espace communautaire Lons Agglomération | 457 (2014)                                     |
| Macornay                    | 39306      | CA Espace communautaire Lons Agglomération | 999 (2014)                                     |
| Messia-sur-Sorne            | 39327      | CA Espace communautaire Lons Agglomération | 837 (2014)                                     |
| Moiron                      | 39334      | CA Espace communautaire Lons Agglomération | 134 (2014)                                     |
| Trenal                      | 39537      | CA Espace communautaire Lons Agglomération | 377 (2014)                                     |
| Vernantois                  | 39552      | CA Espace communautaire Lons Agglomération | 345 (2014)                                     |